# Szovjetszkiji járás (Mariföld)

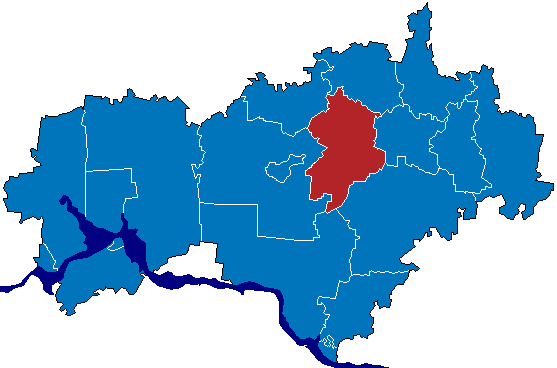
A Szovjetszkiji járás Mariföldön

A Szovjetszkiji járás (oroszul Советский район, mari nyelven У Роҥго кундем) Oroszország egyik járása Mariföldön. Székhelye Szovjetszkij.

## Népesség
- 1989-ben 33 024 lakosa volt.
- 2002-ben 31 403 lakosa volt, melynek 68,9%-a mari, 27,9%-a orosz, 1,5%-a tatár.
- 2010-ben 31 081 lakosa volt, melynek 65,5%-a mari, 28,7%-a orosz, 1,6%-a tatár.